# جوتفريد لارسون

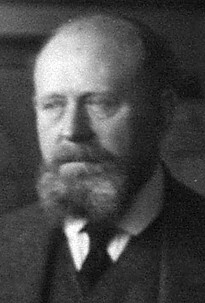
جوتفريد لارسون

جوتفريد لارسون ولد21 نوفمبر 1875 في فاليرستاد في أوسترجوتلاند ، السويد وتوفي24 ديسمبر 1947 في ستوكهولم ، السويد كان نحاتًا سويديًا.

## سيرة شخصية

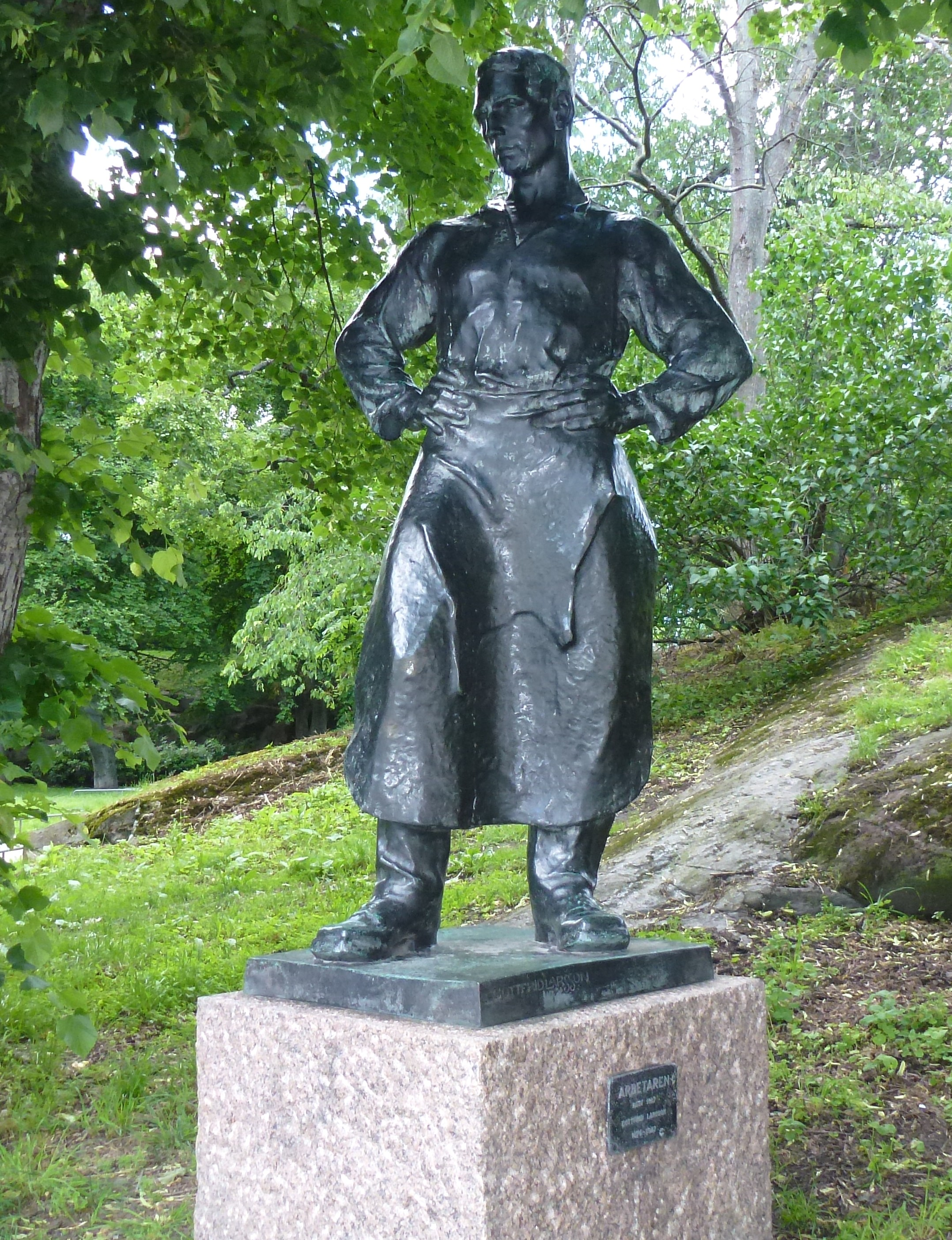
العامل (1917)، تمثال برونزي في فاساباركن في ستوكهولم.

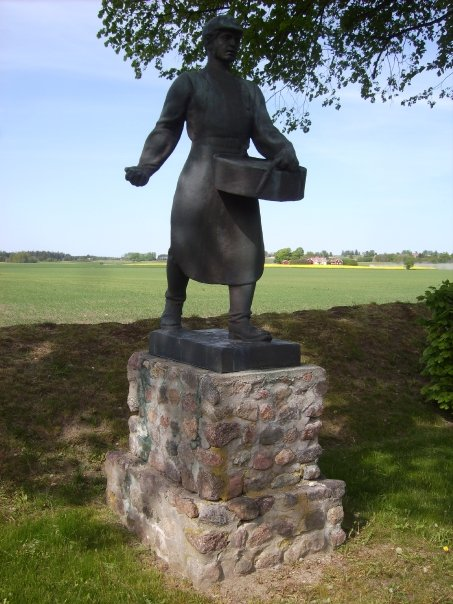
الزارع (1949)، تمثال من البرونز في كنيسة فاليرستاد في أوستريوتلاند، حيث دفن أيضًا. تم نصب التمثال في باحة الكنيسة هناك وولد جوتفريد لارسون في فالرستاد وكانت الرعية مسقط رأسه.